# Gangstar
Gangstar — серия мультиплатформенных игр в жанре action, разработанная компанией Gameloft. Были разработаны игры для платформ: iOS, Android, JavaME, Bada, BREW, DoJa, Windows.
Игры серии Gangstar разворачиваются в американских городах (хотя действие Gangstar Rio: City of Saints разворачивается в Рио-де-Жанейро, бразильском городе). Игровой процесс сосредоточен на открытом мире, где игрок может выбирать миссии на досуге, чтобы развивать общую историю, а также участвовать в побочных заданиях, состоящих из действий связанных с открытым миром, вождения, стрельбы, случайных ролевых игр, скрытности и гонок. Серия игр фокусируется на многих разных главных героях, которые пытаются подняться по карьерной лестнице преступного мира, хотя их мотивы для этого различаются в каждой игре.

## Игры серии
| 2006 | Gangstar: Crime City                           |
| 2007 |                                                |
| 2008 | Gangstar 2: Kings of L.A.                      |
| 2009 | Gangstar: West Coast Hustle, Gangstar: Samurai |
| 2010 | Gangstar: Miami Vindication                    |
| 2011 | Gangstar Rio: City of Saints                   |
| 2012 |                                                |
| 2013 | Gangstar City                                  |
| 2013 | Gangstar Vegas                                 |
| 2014 |                                                |
| 2015 |                                                |
| 2016 |                                                |
| 2017 | Gangstar: New Orleans                          |
| 2018 |                                                |
| 2019 |                                                |
| 2020 |                                                |
| 2021 |                                                |
| 2022 |                                                |
| 2023 |                                                |
| 2024 |                                                |
| TBA  | Gangstar: New York                             |

Ниже предоставлены игры этой серии:
- Gangstar: Crime City (JavaME)
- Gangstar 2: Kings of L.A. (JavaME, Android, DSi)
- Gangstar: Samurai (BREW, DoJa)
- Gangstar: West Coast Hustle (iOS, Android, Bada)
- Gangstar: Miami Vindication (JavaME, iOS, Android, MacOS)
- Urban Crime (iOS)
- Gangstar Rio: City of Saints[англ.] (JavaME, iOS, Android)
- Gangstar Vegas[англ.] (iOS, Android)
- Gangstar New Orleans (iOS, Android, Windows)
- Gangstar New York (Windows)